# Elisabeth Frenzel
Elisabeth Frenzel (geborene Lüttig-Niese; * 28. Januar 1915 in Naumburg an der Saale; † 10. Mai 2014 in Berlin) war eine deutsche Literaturwissenschaftlerin.

## Leben
Die Tochter des Juristen Oswig Lüttig-Niese und seiner Frau Elisabeth, geb. Niese, studierte an der Berliner Universität, wo sie 1938 bei Julius Petersen über Die Gestalt des Juden auf der neueren deutschen Bühne promovierte. Ihre Dissertation verrät glühende Begeisterung für den Nationalsozialismus und einen auf den Rassentheorien von Hans F. K. Günther basierenden Antisemitismus. Die Buchhandelsausgabe wurde nach Kriegsende in der Sowjetischen Besatzungszone auf die Liste der auszusondernden Literatur gesetzt.
Kurz vor ihrer Promotion hatte Frenzel 1938 den Redakteur bei der NS-Propagandazeitschrift Der Angriff und späteren Regierungsrat im Reichsministerium für Volksaufklärung und Propaganda Herbert A. Frenzel geheiratet, dem sie im Nachwort zu ihrer Dissertation „für die Erweiterung meines wissenschaftlichen Interesses durch Hinweis auf die aktuellen kulturpolitischen Fragen“ dankte.
Mitglied der NSDAP war Elisabeth Frenzel nicht. Doch arbeitete sie bis zum Ende des Zweiten Weltkriegs als wissenschaftliche Angestellte für Alfred Rosenbergs Amt für Kunstpflege und als wissenschaftliche Mitarbeiterin für die Hohe Schule der NSDAP. Ihre 1943 in der Schriftenreihe zur weltanschaulichen Schulungsarbeit der NSDAP erschienene Broschüre Der Jude im Theater wurde 2003 von Jochen Hörisch in der Neuen Zürcher Zeitung als „eine der übelsten antisemitischen Publikationen aus germanistischer Feder überhaupt“ bezeichnet. Außerdem bemühte sie sich um ein Lexikon jüdischer Schriftsteller für Rosenbergs Institut zur Erforschung der Judenfrage in Frankfurt am Main, das ähnlich dem bereits bei diesem Institut erschienenen Lexikon der Juden in der Musik der leichteren Ausgrenzung jüdischer Künstler aus dem deutschen Kulturleben dienen sollte. In der Endphase des Weltkriegs war an ein solches Großprojekt nicht mehr zu denken; stattdessen wurde 1944 ein einbändiges Handbuch für 1945 angekündigt, das aber auch nicht mehr erschien.
Nach dem Zweiten Weltkrieg war Frenzel als freie wissenschaftliche Schriftstellerin tätig. Gemeinsam mit ihrem Mann Herbert A. Frenzel verfasste sie das Standardwerk Daten deutscher Dichtung. Chronologischer Abriß der deutschen Literaturgeschichte, das zuerst 1953 im Verlag Kiepenheuer & Witsch erschien und bis 2007 in mehreren hunderttausend Exemplaren 35 Neuauflagen erlebte, die jeweils von Elisabeth Frenzel in Absprache mit dem Verlag aktualisiert wurden. Erst nachdem Volker Weidermann es in einem Artikel für die FAS im Mai 2009 als „Skandal“ bezeichnet hatte, dass dieses „Grundlagenwerk“ bis zur letzten Auflage für die Zeit von 1933 bis 1945 keine Werke prominenter, von den Nationalsozialisten verfolgter Autoren wie etwa Kurt Tucholsky, Klaus Mann, Joachim Ringelnatz oder Oskar Maria Graf aufführte oder, wie bei Armin T. Wegner oder Irmgard Keun, nicht einmal ihre Namen erwähnte, aber gleichzeitig nationalsozialistische Autoren wie Erwin Guido Kolbenheyer oder Richard Billinger und ihre Werke ausführlich würdigte, nahm der Deutsche Taschenbuch Verlag das Werk „ab sofort aus seinem Programm“.
Elisabeth Frenzels Nachschlagewerke zur Stoff- und Motivgeschichte der deutschen Literatur sind ebenfalls in mehreren Auflagen erschienen. Die politisch und ideologisch erheblich vorbelasteten Eheleute Frenzel wurden mit diesen Arbeiten in der bundesdeutschen Germanistik und Theaterwissenschaft der 1950er Jahre ohne jedes Aufheben reintegriert (Herbert A. Frenzel wurde 1951 Schriftleiter der Deutschen Gesellschaft für Theatergeschichte), jedoch blieb ihnen eine akademische Karriere verwehrt.
Von 1978 bis 2001 war Elisabeth Frenzel Mitglied der Kommission für literaturwissenschaftliche Motiv- und Themenforschung der Akademie der Wissenschaften zu Göttingen. 1997 erhielt sie das Bundesverdienstkreuz am Bande. 
Im Oktober 1999 forderte Anton G. Leitner im Namen der Redaktion der Zeitschrift Das Gedicht in einer öffentlichen Erklärung aufgrund der „antisemitische[n] Tendenzen“ ihrer Dissertation die Aberkennung von Frenzels Doktortitel.
Es entbrannte eine heftige Diskussion, an der sich auch der Präsident der Humboldt-Universität zu Berlin beteiligte. „Wir würden uns damit in die unrühmliche Tradition des Nationalsozialismus stellen, als aus rassischen oder politischen Gründen akademische Titel aberkannt wurden“, erklärte er. Die Süddeutsche Zeitung machte dieses Argument „ratlos“. „Das darf hier kein Argument sein“, so das Blatt (SZ 14. Oktober 1999). Anton G. Leitner erhielt durch diese Kontroverse anonyme Drohbriefe mit antisemitischem Inhalt.
Frenzel lebte zuletzt in Berlin.

## Bedeutung für die Erzählforschung
Frenzels Bedeutung für die deutschsprachige Erzählforschung nach 1960 ist unbestritten, auch wenn sie einen literaturwissenschaftlichen Zugang zu Motiven und Stoffen wählte. Ihre Nachschlagewerke Stoffe der Weltliteratur und Motive der Weltliteratur werden bis heute benutzt, und wer die in den deutschsprachigen Ländern lange in Verruf geratene literaturwissenschaftliche Motiv- und Themenforschung methodisch fundiert betreiben möchte, findet in den programmatischen Schriften Frenzels viele Anregungen.
In der volkskundlich-folkloristisch orientierten Enzyklopädie des Märchens, die – nicht unumstritten – auch lebende Autoren würdigt, verfasste Gero von Wilpert (Sydney) einen huldigenden Artikel über Frenzel, der zwar die Berücksichtigung der Volksliteratur in ihrem Werk lobt und die internationale Anerkennung der Stoff- und Motivforschungen Frenzels unterstreicht, aber nicht auf die NS-Zeit oder das Thema der Dissertation eingeht.

## Veröffentlichungen
- Die Gestalt des Juden auf der neueren deutschen Bühne. Konkordia, Bühl 1940 (Phil. Diss. Universität Berlin, 1940)
- Judengestalten auf der deutschen Bühne. Ein notwendiger Querschnitt durch 700 Jahre Rollengeschichte. Deutscher Volksverlag, München 1940 (Buchhandelsausgabe der Dissertation)
- Der Jude im Theater (= Schriftenreihe zur weltanschaulichen Schulungsarbeit der NSDAP; Heft. 25). Eher, München 1943
- Daten deutscher Dichtung. Chronologischer Abriß der deutschen Literaturgeschichte. Mit Herbert A. Frenzel. Kiepenheuer & Witsch, 1953, zuletzt in 35. Auflage bei dtv, 2007.
- Theodor Matthias: Das neue deutsche Wörterbuch. Unter besonderer Berücksichtigung der Rechtschreibung sowie der Herkunft, Bedeutung und Fügung der Wörter, auch der Lehn- und Fremdwörter. 9. Auflage, bearbeitet von Elisabeth Frenzel und Herbert A. Frenzel. Verlag Praktisches Wissen, 1954
- Stoff- und Motivgeschichte. In: Wolfgang Stammler (Hrsg.): Deutsche Philologie im Aufriß. Band 3, Erich Schmidt Verlag, Berlin 1957, Sp. 739–787.
- Stoffe der Weltliteratur. Ein Lexikon dichtungsgeschichtlicher Längsschnitte (= Kröners Taschenausgabe. Band 300). Kröner, Stuttgart 1962, ISBN 978-3-520-30010-2, zuletzt 10. Auflage 2005.
- Stoff-, Motiv- und Symbolforschung. Metzler, Stuttgart 1963, zuletzt 4. Auflage 1978, ISBN 978-3-476-99315-1.
- Stoff- und Motivgeschichte. Verlag Schmidt, 1966, zuletzt 2. Auflage 1974, ISBN 3-503-00784-9.
- Motive der Weltliteratur. Ein Lexikon dichtungsgeschichtlicher Längsschnitte (= Kröners Taschenausgabe. Band 301). Kröner, Stuttgart 1976, ISBN 3-520-30101-6, zuletzt 6. Auflage 2008.
- Vom Inhalt der Literatur. Stoff – Motiv – Thema. Herder, 1980, ISBN 3-451-17402-2.
- Federstriche. Ein immerwährender Literaturkalender. Mit Herbert A. Frenzel. Artemis, 1987, ISBN 3-7608-4950-4.
- Vergilbte Papiere. Die zweihundertjährige Geschichte einer bürgerlichen Familie. Droste, 1990, ISBN 3-7700-0877-4 (über die Familie Niese)